# Cerkiew św. Paraskewy w Świętem
Cerkiew św. Paraskewy w Świętem – parafialna cerkiew greckokatolicka, wzniesiona w 1932 w miejscowości Święte.
W 1945 cerkiew przejęta przez Kościół rzymskokatolicki. Pełni funkcję kościoła parafialnego Narodzenia Najświętszej Maryi Panny w Świętem. 
Świątynię wraz z drewnianą dzwonnicą wpisano w 1986 do rejestru zabytków.

## Historia obiektu
Cerkiew zbudowano w 1932 w typie bizantyjsko-ukraińskim. Jest to trzecia świątynia wzniesiona w tym miejscu. Pierwsza była drewniana, drugą murowaną w 1914 wysadziły wojska węgierskie w czasie działań wojennych. W 1945 po zakończeniu II wojny światowej  i przesiedleniu ludności ukraińskiej cerkiew objęli franciszkanie. Świątynia miała powybijane szyby, podziurawiony  dach od broni pokładowej samolotów niemieckich i z wyposażenia pozostała ambona, ławki i konfesjonał. W 1953 pomalowano wnętrze.

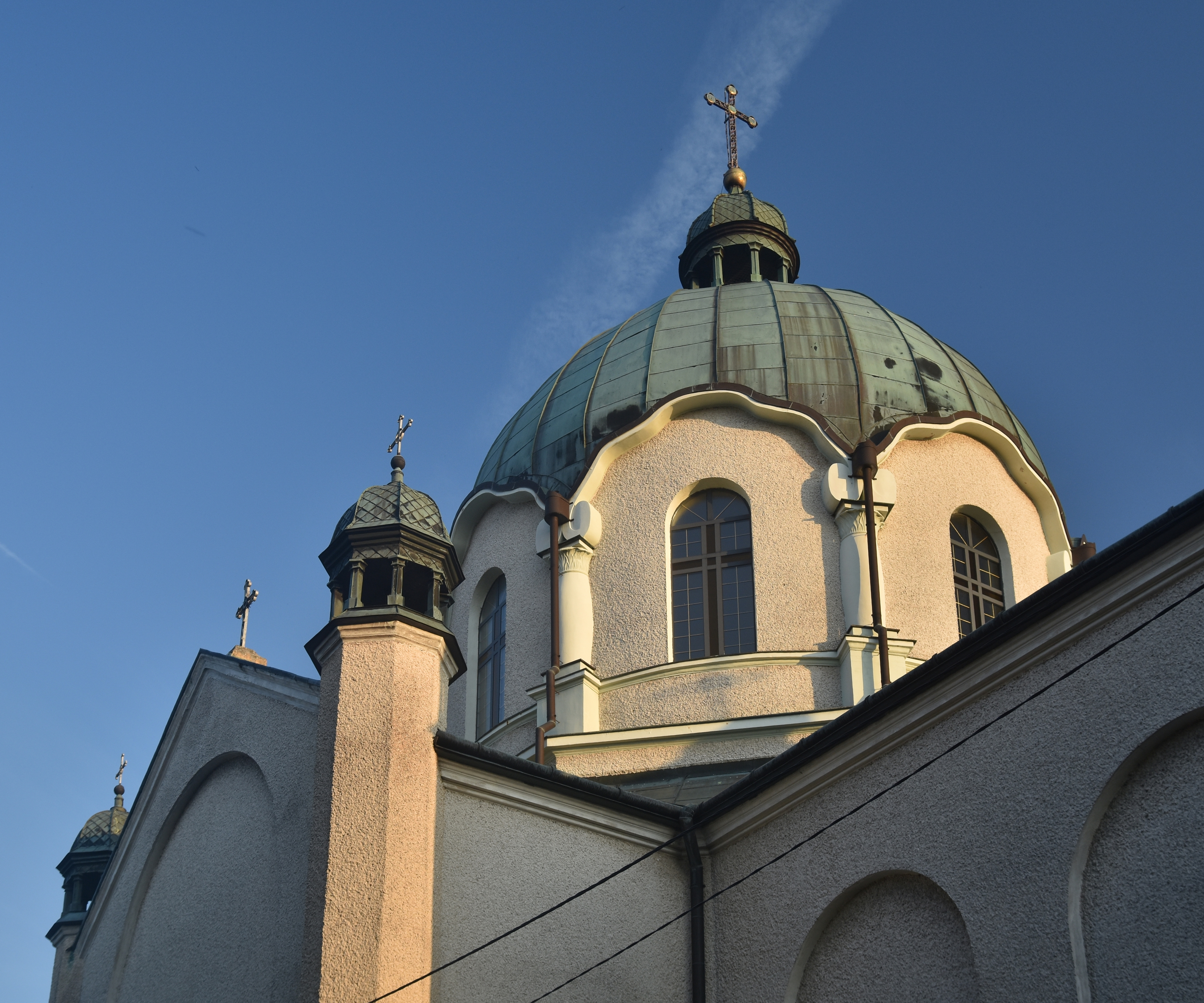
Zwieńczenie cerkwi
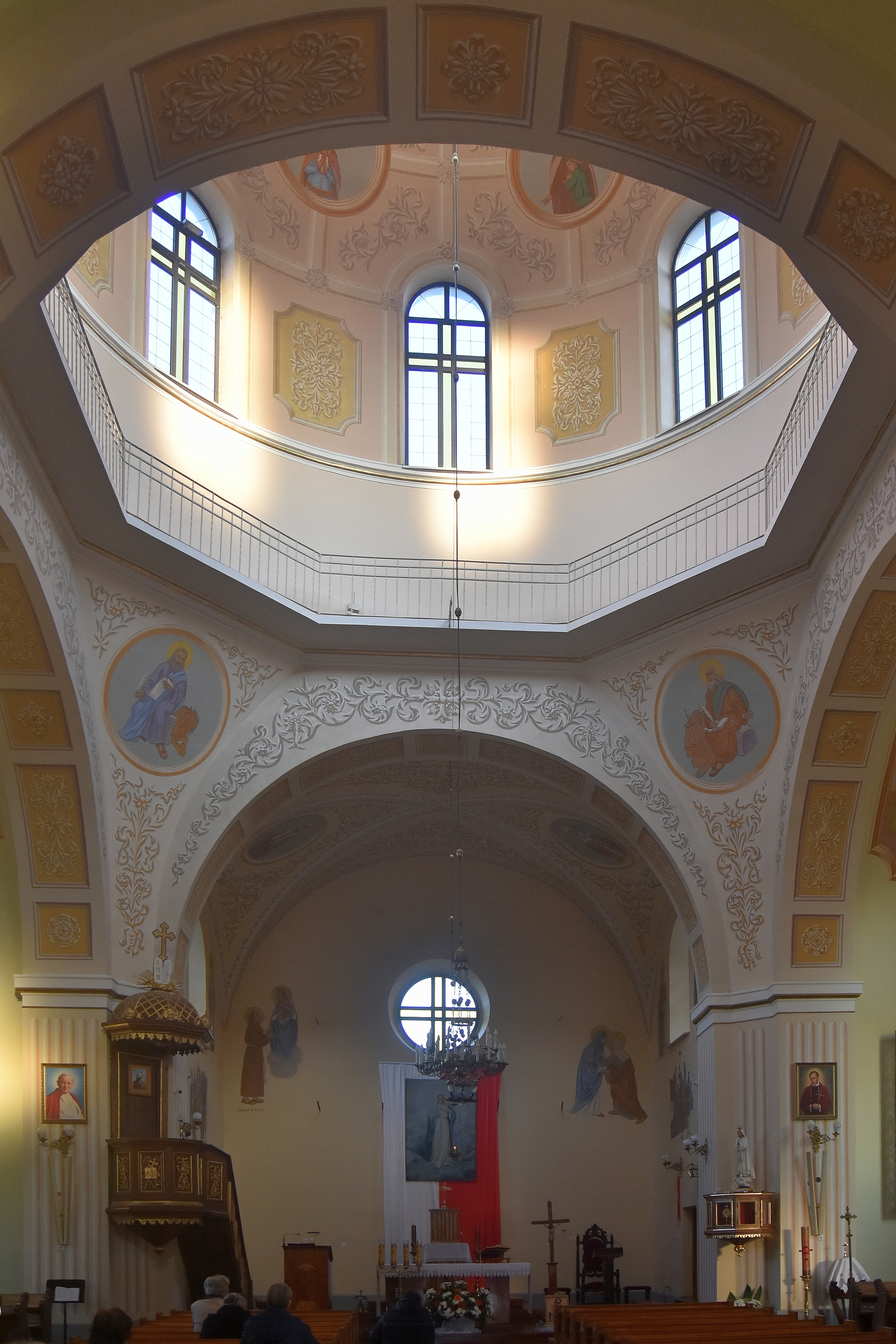
Wnętrze
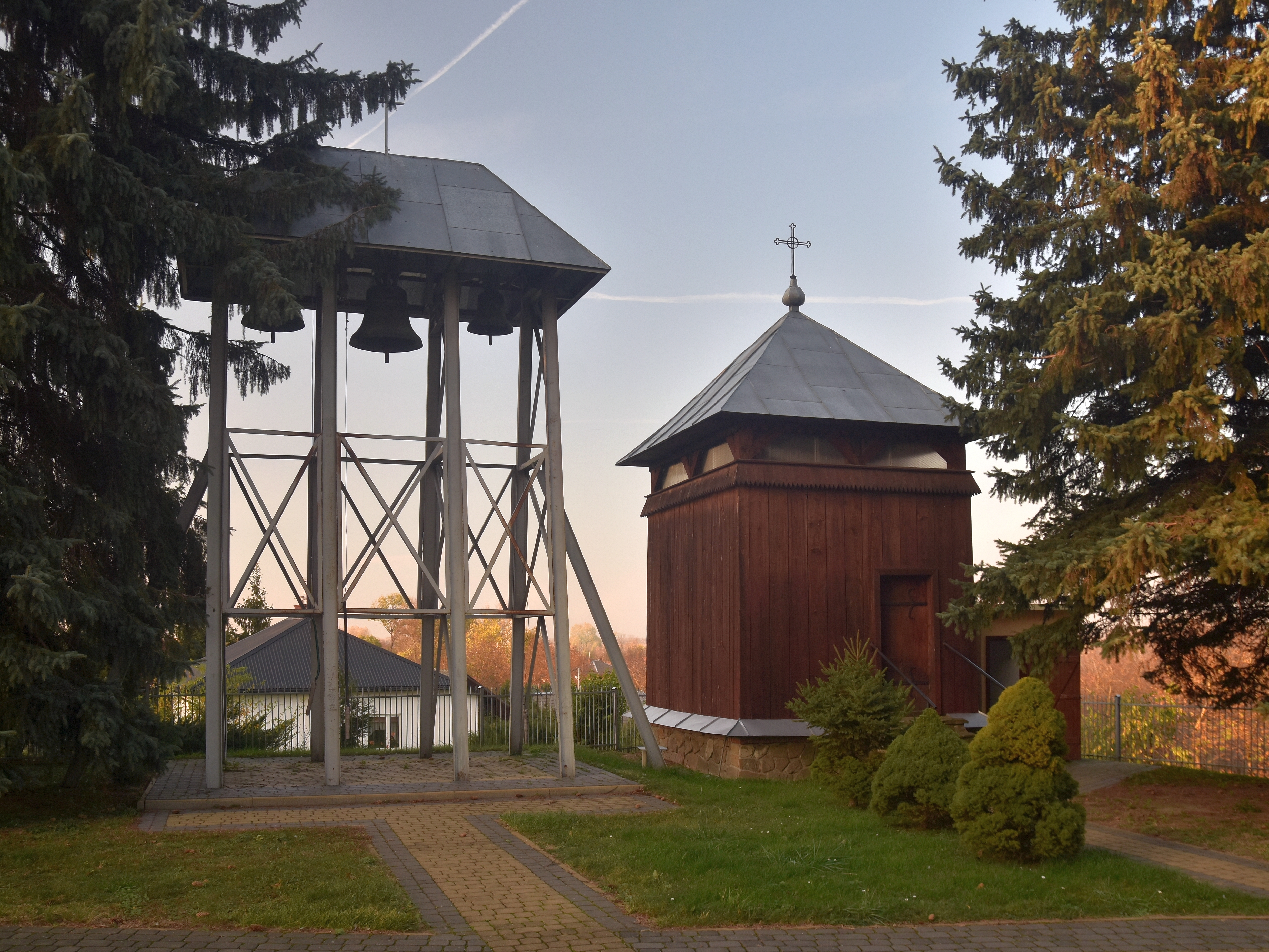
Dzwonnica

## Architektura i wyposażenie
Cerkiew murowana, otynkowana, na planie krzyża. Prezbiterium węższe od nawy zamknięte prostokątnie. Przy jego bokach dwie zakrystie. Cerkiew zwieńczona kopułą centralną z sygnaturką. W narożnikach nawy i prezbiterium przypory, u góry ośmioboczne, zwieńczone nibysygnaturkami.

## Wokół cerkwi
Obok świątyni znajduje się drewniana dzwonnica konstrukcji słupowej nakryta dachem brogowym. Zbudowana na przełomie XIX i XX w.